# Piaskowa Góra (Aleksandrów Łódzki)
Piaskowa Góra – dawniej samodzielna wieś, od 1988 część miasta Aleksandrowa Łódzkiego w województwie łódzkim, w powiecie zgierskim. Leży na południowych rubieżach miasta, wzdłuż ulicy Piaskowej.

## Historia
Dawniej samodzielna wieś. Od 1867 w gminie Rąbień; pod koniec XIX wieku liczya 88 mieszkańców. W okresie międzywojennym należała do powiatu łódzkiego w woj. łódzkim. 1 września 1933 Piaskowa Góra weszła w skład nowo utworzonej gromady Wola Grzymkowa w granicach gminy Rąbień.
Podczas II wojny światowej włączona do III Rzeszy. Po wojnie Piaskowa Góra powróciła do powiatu łódzkiego w woj. łódzkim jako jedna z 10 gromad gminy Rąbień. W związku z reorganizacją administracji wiejskiej jesienią 1954, Piaskowa Góra weszła w skład nowej gromady Rąbień. W 1971 roku ludność wsi wynosiła 159.
Od 1 stycznia 1973 w gminie Aleksandrów Łódzki. W latach 1975–1987 miejscowość należała administracyjnie do województwa łódzkiego.
1 stycznia 1988 Piaskową Górę (101,37 ha) włączono do Aleksandrowa Łódzkiego.